# Кінґ-Саунд
Кінґ-Саунд (англ. King Sound) — велика затока (зунд) на крайній півночі Західної Австралії. Вона розширюється від гирла річки Фіцрой, одного з найбільших водотоків Австралії, і відкривається в Індійський океан.

## Географія

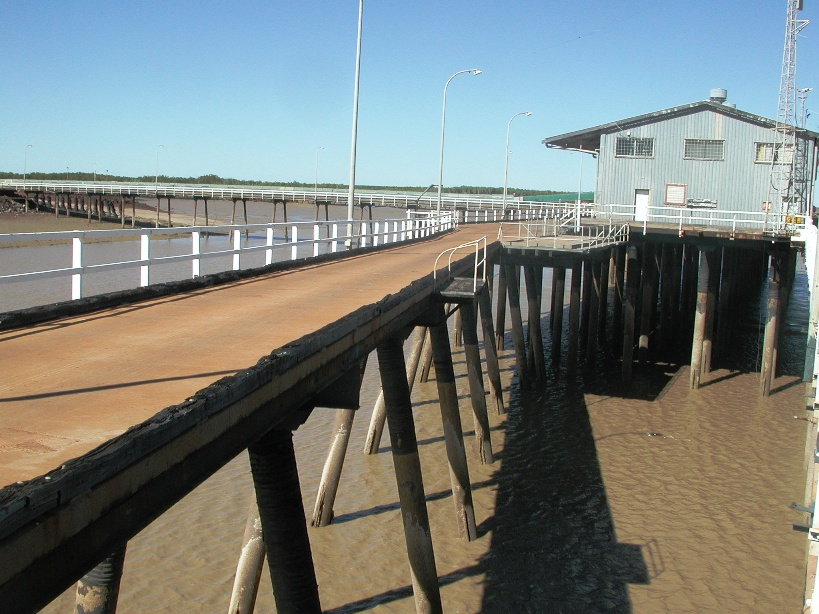
Відлив на пристані Дербі на Кінґ-Саунді

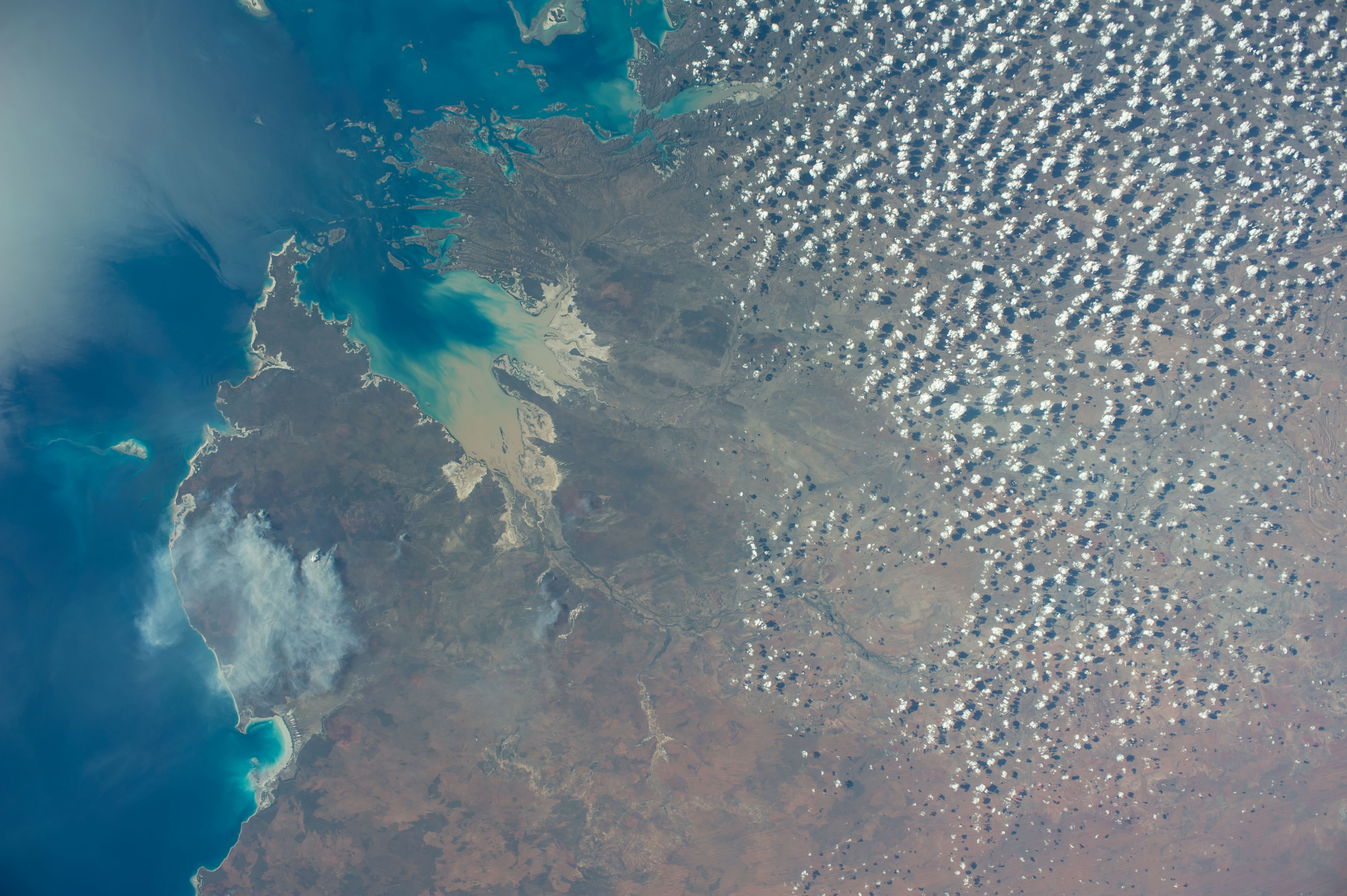
Кінґ-Саунд з Міжнародної космічної станції

Затока простяглася приблизно на 120 км завдовжки і в середньому становить близько 50 км у ширину. Портове місто Дербі розташоване біля гирла річки Фіцрой (733 км) на східному березі Кінґ-Саунду. Кінґ-Саунд має найвищі припливи в Австралії та одні з найвищих у світі, досягаючи максимального діапазону припливів у 11,8 м поблизу Дербі. У 1997—1998 роках проводилися дослідження діапазону припливів і відпливів і динаміки води.
Вода в межах затоки зазвичай каламутна. Каламутність пов'язана з ерозією прибережних мілин під час припливів і відпливів.
Відкриті води затоки займають 2325 км². Інші найбільші річки, які впадають у затоку, включають річку Леннард (180 км), Робінсон (107 км), Меда (88 км) та Мей (69 км). Кінґ-Саунд має площу водозбірного басейну 21 315 км². Затока є частиною геологічного басейну Каннінг. Клімат тропічний напівзасушливий з сильним мусонними вітрами.
Кінґ-Саунд межує з групами островів архіпелагу Буканір на сході та півостровом Дампір на заході.
Середня глибина Кінґ-Саунд 18 метрів. У гирлі затоки є канал глибиною 50 метрів і шириною 20 кілометрів.

## Історія
Традиційними власниками та корінними мешканцями цього району є корінні австралійці, а саме племена німанбурру, нюльнюль і варрва.
Першим європейцем, який дослідив затоку, був Вільям Дампір, який відвідав цей регіон на борту судна «Сігнет» під командуванням Чарльза Свона, у 1688 році.
Відомий геодезист та британський капітан Філліп Паркер Кінґ на шлюпі HMS Bathurst, один із перших дослідників узбережжя Австралії, досліджував берегову лінію в 1821 році і назвав цю територію затокою Сігнет. Пізніше цей район відвідали англійські військові моряки Джон Стокс і Джон Вікем на борту корабля HMS Beagle в 1838 році. Пізніше затока була названа на честь Кінґа.
У 1880-х роках це було одне з місць короткочасної золотої лихоманки в Кімберлі.
Вузька затока Докторс-Крік, що на півдні Кінг-Саунду, була місцем різноманітних пропозицій щодо припливних енергетичних установок з 1960-х років. У 2013 році проект «Derby Tidal Power» від компанії «Tidal Energy Australia» отримав екологічне схвалення. Очікується, що будівництво приливної електростанції потужністю 40 МВт коштуватиме 375 мільйонів доларів США.